# Вальдбронн
Вальдбронн (нім. Waldbronn) — громада в Німеччині, знаходиться в землі Баден-Вюртемберг. Підпорядковується адміністративному округу Карлсруе. Входить до складу району Карлсруе.
Площа — 11,35 км2. Населення становить 13 077 ос. (станом на 31 грудня 2020).